# 四式重爆撃機
キ67 四式重爆撃機 「飛龍」
飛行第74戦隊第1中隊の四式重爆撃機（キ67）。部隊マークとして垂直尾翼に隊号である「7」と「4」を一文字に組み合わせた意匠を描く
- 用途：爆撃機
- 分類：重爆撃機・雷撃機
- 設計者：小沢久之丞
- 製造者：三菱重工業
- 運用者： 大日本帝国（陸軍）
- 初飛行：1942年（昭和17年）12月27日
- 生産数：635機[1]
- 生産開始：1943年（昭和18年）
- 退役：1945年（昭和20年）9月
- 運用状況：退役

四式重爆撃機（よんしきじゅうばくげきき）は、第二次世界大戦時の大日本帝国陸軍の重爆撃機。キ番号（計画名称）はキ67。愛称は飛龍（ひりゅう）。略称・呼称は四式重爆、四重、ロクナナなど。連合軍のコードネームはPeggy（ペギー）。開発・製造は三菱重工業。

## 概要
航空撃滅戦に適した九七式重爆撃機（キ21）以降の重爆撃機に対する運用思想から、本機も重爆と称されながら同時代・同クラスの他国の機体と比べて爆弾の搭載量は少ないが、強力なエンジンによる良好な飛行性能、急降下爆撃に耐える機体強度、長大な航続距離により大戦後期の実戦投入にもかかわらず際立った活躍を見せた。
また、陸軍航空部隊でありながらも連合軍艦艇への効果的な攻撃力が必要とされた結果、四式重爆はその性能を生かして航空魚雷を搭載する雷撃機としても使用された。
実戦に使用されたものでは、日本陸軍が最後に開発した双発重爆撃機である。

## 特徴
本機の開発に当たり、九七式重爆の欠点の一つであった縦安定性の不良を改善するため、後方胴体を長くして主翼と水平尾翼の間隔を拡げるとともに、降下を継続しても過速に陥る前に自然に機首を上げるよう設計されている。前方胴体を長くしたのは良好な視界を得るため操縦席をプロペラ面より前に出した結果である。
艦上爆撃機彗星にも採用された膨らまし舵面（断面を太らせた舵）により小舵が良く効き、搭載量を減らした機体に2,000馬力級のハ104を搭載していることもあり運動性能は単発機並と評され、爆弾を搭載していない状態であれば曲技飛行もできると言われた。また、機体も運動性に相当する強度を持っており、重爆にもかかわらず急降下爆撃用の急降下速度計が装備され、600 km/h以上を示しても何ら異常は無かった。
プロペラの選定に当たっては一式戦闘機「隼」や零式艦上戦闘機に使われていたハミルトン・スタンダード製の油圧式可変プロペラ（陸軍向けは日本楽器製造によるライセンス生産）が性能不足とされ、住友金属がドイツのVDM社からライセンス生産権を得た電動式ガバナーを備えた定速4翅プロペラが選定されたが、構造が複雑なため生産工程数や部品点数が多く、振動対策としてプロペラ翼の厚みを増したことで空力特性がやや犠牲となっている（雷電も同様）。より高性能のプロペラへ換装するため日本楽器製造がライセンス生産権を得ていたユンカース式にフランスのラチェ社の機構を組み合わせた「ぺ33」が試作され、生産直前までこぎ着けたが、間に合わなかった。
長所のひとつとして長大な航続距離が挙げられる。開発にあたって陸軍から当初メーカー側に示された要求では、航続距離に関しては平凡な性能しか求めていなかった。もっとも、一代前の一〇〇式重爆撃機「呑龍」開発の際に「3,000 kmを上回る航続距離」を求めたという説もあり、真偽については不明の点もある。この要求性能に対して、三菱側はそれまでの経験から航続距離の重要性を認識しており、開発に当たって陸軍の要求を上回る目標を独自に掲げ完成した本機は航続距離3,800 kmとなった。この3,800 kmという航続距離は海軍の陸上攻撃機に比べれば劣るものの、それまでの九七式重爆の2,700 km、一〇〇式重爆の3,000 kmに対しては格段に向上しており、その飛行性能や強力な防御武装・防弾装備も相まって海軍にも注目されることとなった。なお、こうした本機の設計に際して三菱の設計陣は一式陸上攻撃機の経験を本機に盛り込んでいる。
九七式重爆・一〇〇式重爆では、左右2席の操縦席のうち右側操縦席は前部の爆撃手席への通路を兼ねており、計器板が大きく切り欠かれて通路が設けられていたため、右側席は省略された計器類が多く、正操縦者席として使用するには難があった。緊密な編隊を組むには、編隊左に位置する機は長機を見やすいよう右側席に正操縦者が位置する必要があり、このため本機では操縦室付近の胴体幅を九七式重爆・一〇〇式重爆より広く取り、左右の操縦席の間に前部銃座等への通路を設ける構造としている。
防御武装は九七式重爆・一〇〇式重爆より強化され、ホ5 20mm機関砲1門（後上方砲塔）、ホ103 12.7mm機関砲4門（機首・左胴・右胴・尾部）の各旋回機関砲を装備する。また、製番451号機以降で尾部砲架が双連化された機体は1門追加され12.7mm機関砲は5門とより強化されている。九七式重爆・一〇〇式重爆では採用されていた後下方銃座は四式重爆では廃され、代わって胴左右の側方砲座に一定の上下射界を有する卵形状のブリスター型が採用されている。
防弾装備は九七式重爆・一〇〇式重爆と同様ないしそれ以上に求められ、四式重爆では操縦席の正副操縦者席後方、後上方砲塔射手席、尾部砲座射手席それぞれには16mm厚の防弾鋼板を、さらに操縦席前面にも12mm厚の防弾鋼板が設置される。また、操縦席（正副操縦者席前面）・後上方砲塔の風防には70mm厚の防弾ガラスを設置。このほか、高空飛行時に乗員が使用する機内設置の酸素ボンベも防弾化されている。
燃料タンクは防火対策として、戦闘時・復路という作戦後段で使用する胴体タンクは16mm厚ゴムを外装式に被覆装備した自動防漏燃料タンクとし、さらに四塩化炭素による液層消火装置を備える。離陸時・往路という作戦前段で先に内容燃料を使い切る予定の翼内タンクは被覆ゴム非装備ながら、被弾時の気化燃料の発火を防ぐ効果のある窒素ガスのタンク内部注入装置および、液層消火装置を備える。また、製番111号機から430号機までは翼内タンク外部の窒素ガス噴射装置を有する。

## 歴史

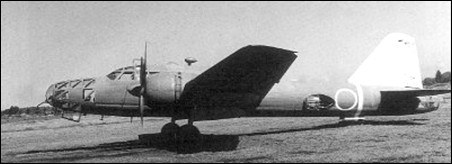
四式重爆（キ67）

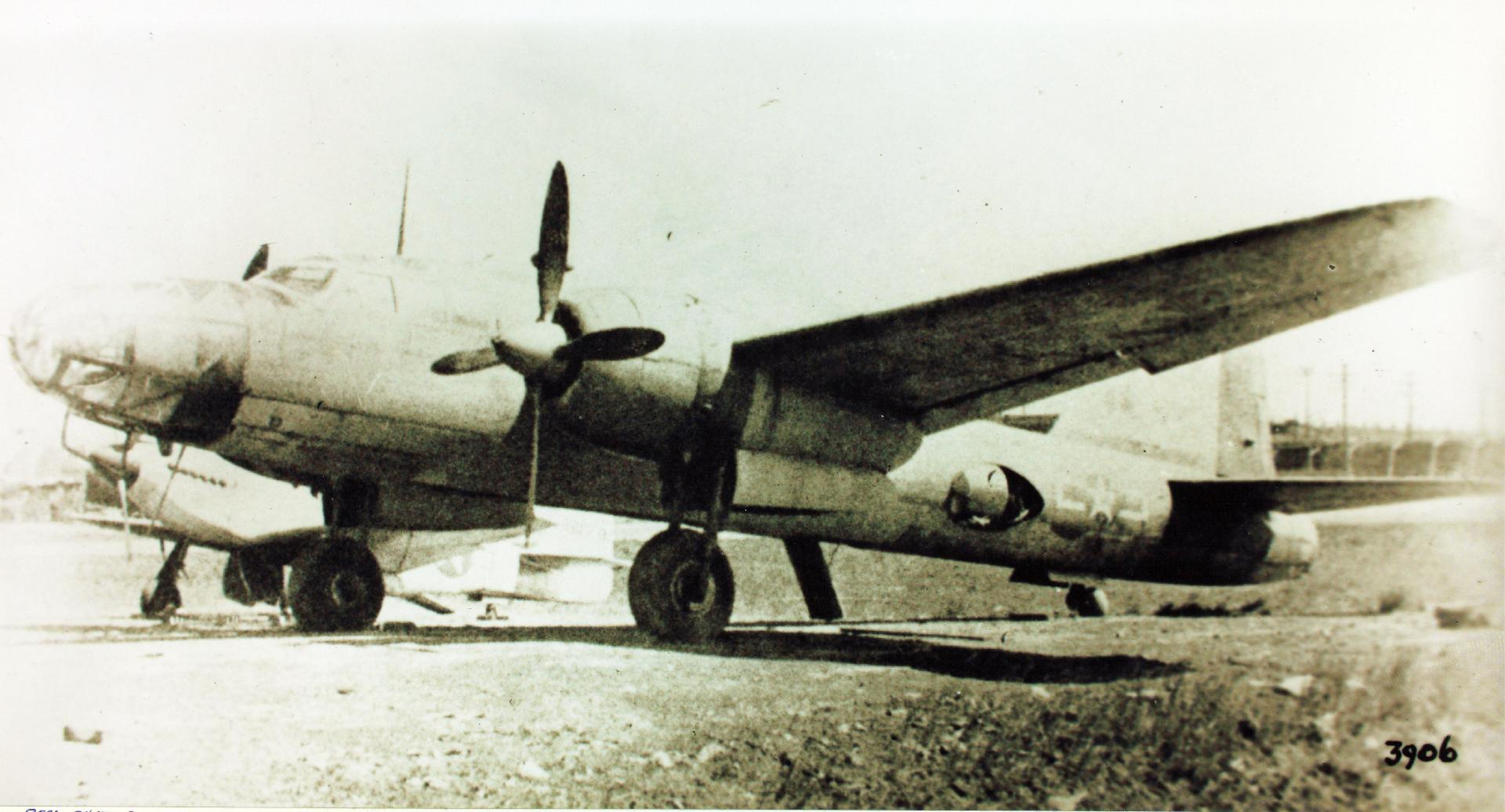
戦後、アメリカ軍に接収され同国軍の国籍標識が描かれた四式重爆（キ67）。左横は陸軍航空軍のP-51

四式重爆の試作1号機は1942年（昭和17年）12月27日に飛行している。後に陸軍から四式戦闘機「疾風」（キ84）と共に「大東亜決戦機（大東亜決戦号）」として期待され、重点生産機に指定された。
1944年（昭和19年）1月、四式重爆の飛行性能から陸軍は三菱に対し、生産中の四式重爆100機に雷撃装備を搭載するよう命令が下り、試作機2機は横須賀海軍航空隊で海軍の指導の下、雷撃試験が行なわれた。結果は良好で、161号機以降は雷撃装備型が標準型式として採用され、本機は陸軍機でありながら雷撃機としての運用が可能となった。海軍の一式陸攻や陸上爆撃機銀河と異なり、爆弾倉の長さが魚雷より短いため、魚雷は機外懸吊とされた。本機の2個戦隊を傘下にしていた七六二空（T部隊）飛行隊長だった足立次郎は「飛行機が高性能のせいもあって雷撃運動など、われわれ一式陸攻よりもすぐれていると感心した」と記している。
451号機以降の機体は後方の12.7 mm機関砲が連装（双連）に変更された乙型（キ67乙）となっており（砲架の生産が間に合わず、一部単装の機もあり）、これに伴い450号機以前の機体は甲型（キ67甲）とされた。
陸軍雷撃隊の訓練は、豊橋海軍航空隊と浜松陸軍飛行学校（浜松教導飛行師団）で実施された。1944年（昭和19年）10月の台湾沖航空戦を皮切りに、フィリピンの戦い、九州沖航空戦、沖縄戦（菊水作戦）などにおいては、海軍指揮下で運用された陸軍雷撃隊（飛行第7戦隊・第61戦隊・第98戦隊など）が出撃し、四式重爆はその主力として艦船攻撃に活躍した（大部分は夜間雷撃であった）。四式重爆の確実な雷撃戦果としては、台湾沖航空戦において1944年10月14日に飛行第98戦隊機がアメリカ海軍の大型軽巡洋艦ヒューストンに命中弾を与え、航行不能とさせる大破戦果を残している。
なお、海軍では、海軍指揮下の陸軍雷撃隊を「靖国部隊」と呼び、それに所属した雷撃機型の四式重爆「飛龍」のことを「靖国」という名称で呼んだが、これは海軍部隊内部における非公式な通称であり正式なものではない。
爆撃での使用戦果としては、1944年12月に、海軍指揮下で運用中の飛行第7戦隊機が香取海軍飛行場より出撃し硫黄島経由でサイパン島夜間爆撃を、また1945年（昭和20年）2月には硫黄島に上陸したアメリカ海兵隊に対し、浜松陸軍飛行場より出撃した飛行第110戦隊（浜松教導飛行師団編成、1944年に編成されていた第2独立飛行隊を12月下旬に本戦隊へ編入）の少数機が同月18日と22日に高速輸送艦および米軍制圧下の海岸への夜間爆撃をそれぞれ成功させている（硫黄島の戦い）。
これらのほか、飛行戦隊では第14戦隊・第16戦隊・第60戦隊・第62戦隊などが本機を装備した。中でも第60戦隊・第110戦隊は沖縄戦に参加し、義烈空挺隊による義号作戦には空挺隊員・飛行隊員搭乗の第3独立飛行隊（九七式重爆改造輸送機12機）の支援・誘導部隊として、先行爆撃や照明弾投下を行っている。
1944年春、陸軍の航空関係者は特攻の必要に関して意見を一致し、九九式双軽爆撃機と四式重爆を特攻機に改修することになり、中央で2隊の編成準備を進めた。1944年7月、鉾田教導飛行師団に九九双軽装備、浜松教導飛行師団に四式重爆装備の特攻隊を編成する内示が出た。8月中旬からは九九双軽と四式重爆の体当たり機への改修が秘かに進められた。四式重爆による特攻隊である富嶽隊は、浜松教導飛行師団長川上淸志少将が特攻隊編成の内示を受けると、同師団の第1教導飛行隊を母隊として編成し、1944年10月24日から特別任務要員として南方へ派遣した。全員とも四式重爆の経験は豊富だった。26日、航空総監菅原道大中将が臨席し出陣式が行われ、富嶽隊と命名された。フィリピンに進出した富嶽隊は11月7日早朝に初出撃したが、目標が発見できずに帰還した。最初に特攻が決行されたのは13日で、隊長西尾常三郎少佐以下6名が米機動部隊に突入して戦死した。戦果は確認されていない。
1945年4月に完成した体当たり爆弾「桜弾」は、使用機種を四式重爆に限定したが多くは使われなかった。四式重爆の胴体内に桜弾が装着され、特攻機（キ167）として沖縄作戦で使用されている。沖縄戦では飛行第62戦隊に配備され実戦投入し、1945年4月17日に初出撃するも行方不明となる。その後、大刀洗陸軍飛行場から何度かの特攻作戦に出撃したが、戦果は確認されていない。
四式重爆は重点生産機種となったため、大量生産を考慮した分割製造方式が採用されており、生産は大府飛行場の三菱重工業知多工場のみならず各務原飛行場の川崎航空機岐阜工場などで行なわれたが、日本本土空襲の激化により各地の軍需工場が次々と壊滅し、さらに東南海地震による中京工業地帯の壊滅や工場の疎開などの混乱で製造ははかどらず、終戦までに生産されたのは635機であった。また、エンジンをハ104から強化改良型であるハ214に換装した四式重爆二型となるべきキ67-IIは試作に終わっている。
敗戦直後、参謀次長河辺虎四郎中将を筆頭とする降伏全権団はフィリピンにて連合軍と会談し最高指揮官ダグラス・マッカーサーによる降伏要求文書を受領、連合軍の進駐詳細や全軍武装解除を中央に伝達するため、8月20日、沖縄の伊江島から海軍の一式陸攻の派生型・一式大型陸上輸送機（緑十字機）にて東京へ飛行中であった。しかし、道中静岡県の天竜川河口にて一式輸送機が機体不具合により不時着（全権団は地元住民に救助）、その代替として近隣の浜松陸軍飛行場にあった四式重爆を急遽全権団は使用しているため（21日朝に出発し調布陸軍飛行場に無事到着）、四式重爆は日本の降伏を見届けた機体となった。

## 派生型

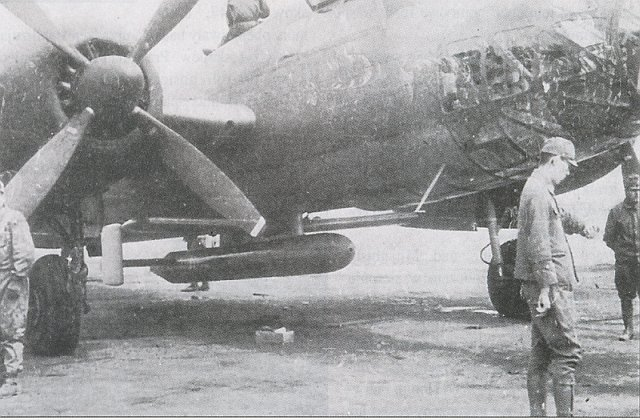
イ号一型甲無線誘導弾を搭載した四式重爆（キ67）

キ69
キ67を改造した爆撃掩護機。重爆の編隊内で護衛を務める。計画中止。

電波警戒機搭載型
夜間雷撃の際の索敵用として、タキ1号電波警戒機を装備した機体。右翼前縁に八木式アンテナを、後部胴体両側面に受波アンテナを設置。

電波高度計搭載型
夜間雷撃の際は海面上空を超低空で飛行することから、海面からの正確な高度を測定するために電波高度計タキ13号を装備した機体。
実用性として、陸軍航空審査部飛行実験部の部員として同部特殊隊に勤務、タキ13号装備型四式重爆の審査主任を務めていた大川五郎大尉（陸航士第53期）は、作戦飛行に充分使用可能と判断し審査を通しており、運用側においても夜間低空雷撃を実施していた第98戦隊長高橋太郎少佐は、戦後に大川大尉に対し「電波高度計がどれほどの生命を救ったか。感謝するよ」との礼を述べている（陸軍航空本部によるデータでは有効測高距離は200 - 20 m、第98戦隊では習熟により400 - 10 mまで使用可能としている）。

キ97

キ67を基に、胴体の新規設計や主翼の低翼化などを行い輸送機化した機体。計画のみ。

キ109

機体を軽量化した上で、機首に八八式七糎野戦高射砲をベースとした75 mm砲 ホ501を装備した特殊防空戦闘機。

空中探照機
キ109とペアで運用する探知機。胴体に探照灯を搭載。

キ112

キ67-IIを全木製化した重爆撃機とも言われる。計画のみ。

ク7グライダー曳航機
火砲を搭載可能な大型軍用グライダーク7を曳航するための改造機。

長距離爆撃改造型
硫黄島失陥後に、サイパン島・テニアン島のB-29基地を途中無着陸で爆撃することを目的に計画された長距離爆撃機。翼端を延長し、軽量化のために胴体側面の銃座を廃止。実現せず。

無線誘導弾発射母機型

無線誘導弾たる対艦ミサイルとして1944年中頃より開発された、イ号一型甲無線誘導弾（キ147）の発射および誘導母機として改修された機体。イ号一型甲の開発は同じく三菱であり、800 kg 爆弾を弾頭に備えたミサイル（誘導装置付ロケット）であった。イ号一型甲は試製を経て四式重爆を用いての発射試験が行われたものの、その不具合から実用には至らなかった。しかし並行して開発が進められ、既に実用化の域に達していた川崎航空機開発のイ号一型乙無線誘導弾（キ148。300 kg タ弾を備えたミサイル。発射誘導母機は九九式双軽爆撃機ないしキ102襲撃機）にシフトしており、実戦投入こそできなかったもののこれは150発が量産されていた。なお、1944年中頃の同時期に海軍は人間が搭乗・操縦する「人間ロケット」たる特攻兵器「桜花」の開発を行っているが、陸軍のこのイ号一型甲/乙無線誘導弾は遠隔操縦される純然たる無人兵器「対艦ミサイル」である。

誘導爆弾発射母機型

イ号一型甲/乙無線誘導弾と並行して開発されていた、対艦誘導爆弾イ号一型丙自動追尾誘導弾の発射母機として改修された機体。イ号一型丙は無線誘導式対艦ミサイルであるイ号一型甲/乙と異なり、撃ち放し能力を持つ自動追尾式の誘導爆弾であったが、実験中に終戦を迎え実戦投入はされなかった。

「と」号機
※これは用法上の分類で、機種や改修の有無に関わらず対艦船体当たり攻撃に使用される機体は全て「と」号機である。「と」号機イコール飛龍の特攻用改修機を指す場合は誤りである。ここではキ六七改修「と」号機の説明を掲載する。
弾尾を切断した海軍八十番徹甲爆弾2発を内蔵した機体。信管安全装置は機上で手動解除する。機首・背部銃座の風防を金属製カバーに置き換え（後者には旋回機関砲のダミーとして黒色の棒を装着）、乗員数を2〜3名に減らした。また、機首から長く付きだした棒状の着発式信管が装備されたが、これは空力的に悪影響があったという。少なくとも15機が「と」号機に改造され、最初期の陸軍特別攻撃隊の一つ・冨嶽隊に配備され、フィリピンで実戦投入された。

桜弾機（キ167）

桜弾搭載の特攻専用機。計画番号キ167、陸軍試作攻撃機、通称桜弾機（さくら弾機）である。「桜弾」とは、本機専用の直径1.6 m、重さ2.9 tの対艦用大型爆弾（モンロー効果を意図した成型炸薬弾）である。あまりに大型なため、そのままでは機体内部に収納しきれず、機体上部が膨らんだ形状に改造されている。爆発威力は「前方3 km、後方300 mが吹き飛ぶ」と称されていた。大型爆弾搭載のため重量軽減が図られ、防御火器は撤去しており、燃料も片道分に減らした状態で運用されたという。乗員も4人に減らされている。しかし、それでも機体は重すぎて運動性の低下などが著しく、熟練操縦者も減少していることから、本機での特攻攻撃は困難であるとの指摘が陸軍省内部からも生じていた。9機以上が完成した。なお、「キ167」の計画番号は非公式に与えられたもので、公式には「キ167」は未着手に終わった練習機に割り振られている。

## 諸元
四式重爆撃機甲（キ67甲）
- 乗員： 8 名
  - 正操縦者・副操縦者・爆撃手（兼前方射手）・通信手・後上方射手・左胴射手・右胴射手・尾部射手
- 全長： 18.7 m
- 全幅： 22.5 m
- 全高： 5.6 m
- 主翼面積： 65.0 m2
- 発動機： ハ104 空冷複列星型18気筒 （離昇 1,900 hp） ×2
- 全備重量： 13,765 kg
- 自重： 8,649 kg
- 最大速度： 537 km/h (6,090 m)
- 巡航速度： 400 km/h
- 上昇時間： 6,000 mまで14分30秒
- 実用上昇限度： 9,470 m
- 航続距離： 3,800 km
- 離陸滑走距離： 704 m（重量 13,800 kg）
- 着陸滑走距離： 435 m（重量 9,550 kg）
- 武装： 二式 20 mm 機関砲 ×1（後上方砲塔）・一式 12.7 mm 機関砲 ×4（機首、左胴、右胴、尾部）
- 爆装・雷装：九四式 10 ㎏ 代用爆弾×15、九九式 30 ㎏ 爆弾若しくは一式 30 ㎏ 代用爆弾×15、九四式 50 ㎏ 爆弾×15（10）、九四式 100 ㎏ 爆弾×8（5）、九二式 250 ㎏ 爆弾×3（2）、九二式 500 ㎏ 爆弾×1（0）、800 ㎏ 爆弾×1、九一式 800kg 魚雷×1、一式投下照明弾×15のいずれか、何れも満載時で標準搭載重量は 1,000 ㎏ 以内。
  - 照準器：八八式爆撃照準眼鏡四型（眼鏡式）・九九式爆撃照準器（光像式）・雷撃照準器（機構式）

## 現存部品
四式重爆の機体は現存しない。ただし、ルーフアンテナのカバーと爆弾倉の扉が、筑前町立大刀洗平和記念館に展示されているほか、墜落事故の現場から回収されたエンジンの一部が青梅市郷土博物館に展示されている。
愛知県三ヶ根山にある殉国七士廟に、海中から引き揚げられた搭載エンジン ハ104 が展示されている。

## 登場作品
『艦隊これくしょん -艦これ-』
基地航空隊に配備可能な陸上攻撃機カテゴリーの装備として、一般機・熟練機・イ号一型甲 誘導弾装備機、イ号一型甲 誘導弾装備機の熟練機が登場。